# Яворівка (Калуський район)
Яворі́вка — село Калуського району Івано-Франківської області. Входить до складу Калуської міської громади.

## Історія
Яворівська церква святого Михайла згадується 1684 року в реєстрі катедратика (столового податку), святого Архістратига Михаїла — у реєстрі Духовенства, церков і монастирів Львівської єпархії 1708 року і протоколах генеральних візитацій Львівсько-Галицько-Камянецької єпархії 1740–1755 рр. (10 парохіян-господарів).
В 1880 році за переписом у селі було 304 мешканці. В 1881 році за шематизмом був 321 греко-католик, церква належала до греко-католицької парафії у селі Ріп'янка.
Австрійська армія конфіскувала в серпні 1916 р. у яворівській церкві 4 давні дзвони діаметром 46, 39, 30, 29, вагою 51, 30, 13, 12 кг. Після війни польська влада отримала від Австрії компенсацію за дзвони, але громаді села грошей не перерахувала.
У 1939 році в селі проживало 570 мешканців (540 українців, 10 поляків і 20 євреїв). Село належало до ґміни Підмихайля Калуського повіту Станиславівського воєводства.
Село розміщене на краю Чорного лісу і жителі у сорокових роках брали активну участь у партизанському русі та його підтримці. В січні 1946 р. для боротьби з УПА в кожному селі був розміщений гарнізон НКВД, в Яворівці — з 300 осіб (на допомогу готові були 1300 в Калуші, 300 — у Ріп'янці і т. д.).
У 1950 році мешканців села було переселено в Миколаївську область. 19 серпня 1950 р. рішенням Калуського райвиконкому № 310 наказано зруйнувати дерев’яну церкву з 1953 року, оскільки з точки зору комуністів вона не становила архітектурної цінності. Тяжким і довгим було повернення на рідну землю, та й не усі повернулися.

## Населення

### Мова
Розподіл населення за рідною мовою за даними перепису 2001 року:
| Мова       | Кількість | Відсоток |
| ---------- | --------- | -------- |
| українська | 353       | 99.44%   |
| російська  | 2         | 0.56%    |
| Усього     | 355       | 100%     |

## Соціальна сфера

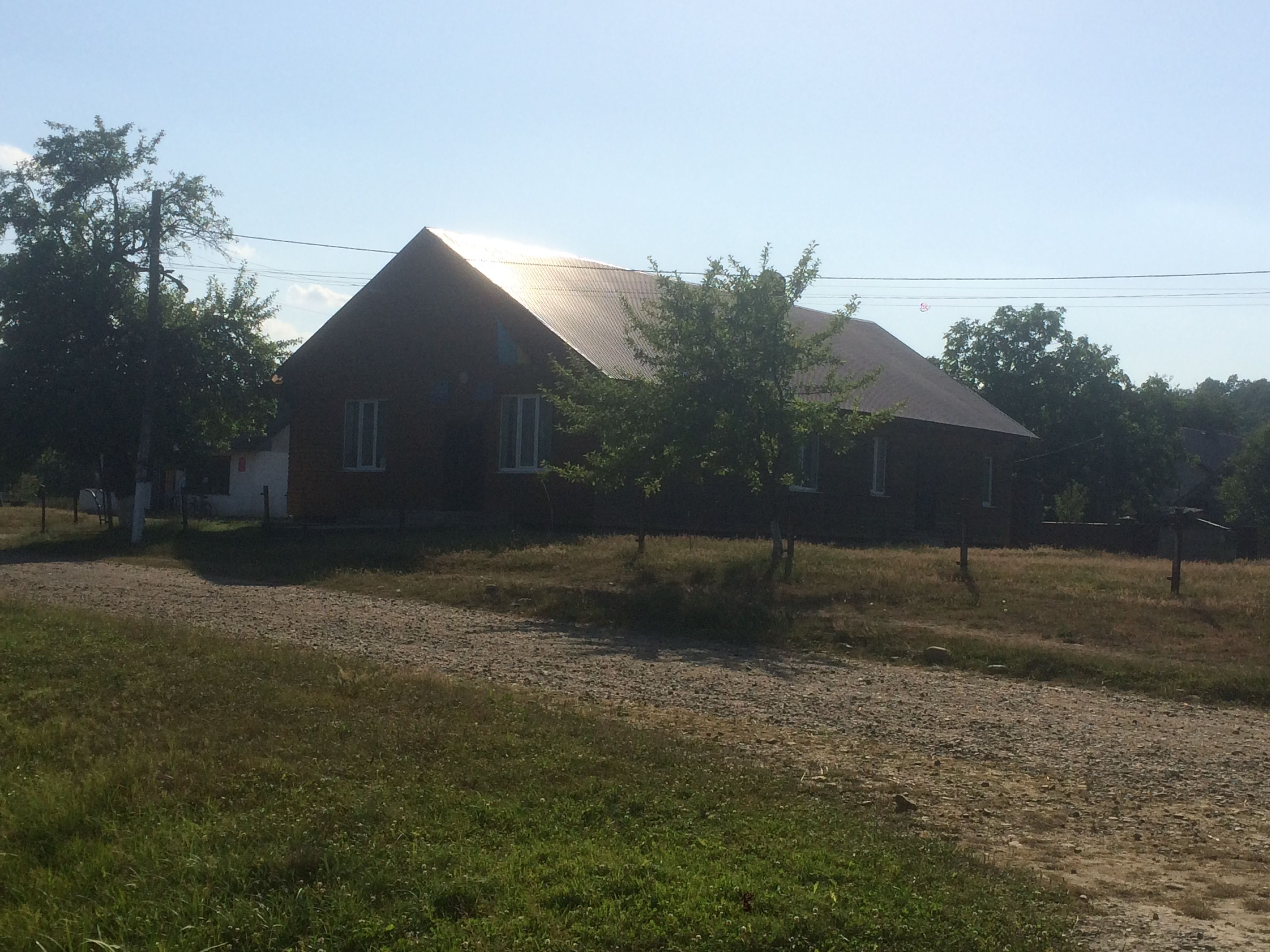
Яворівка. Народний дім

- Народний дім.
- ФАП.
- 109 дворів, 357 мешканців.
- Школа 1-4 класи.

## Вулиці
У селі є вулиці:
- Лесі Українки
- Царинська